# Lombr
Lombr, daw. również lomber – gra w karty rozpowszechniona w XVII w., jeden z prototypów brydża. Inne nazwy: Hombre, Ombre, l'Hombre, Lomber, Tresillo, Rocambor.
Gra w karty, talią 40 kart dla trzech osób.

Nazwa wywodzi się od hiszpańskiego słowa l’Hombre oznaczającego mężczyznę. Tak nazywa się zwyczajowo w tej grze zwycięzcę licytacji – jest panem (mężczyzną – l’Hombre) tej gry.

W języku hiszpańskim gra ta nazywa się Tresillo (trójka) – słowo l’Hombre odnosi się tylko do zwycięzcy licytacji.

Słownictwo używane w tej grze dowodzi, że gra wywodzi się z Hiszpanii. Jest kwestią sporną czy gra powstała na początku XVII wieku, czy wcześniej.

Lombr szczyt swojej popularności osiągnął w drugiej połowie XVII i w XVIII wieku.

W XIX wieku zaczął ulegać zapomnieniu.
Wyjątkiem jest Dania, gdzie grywany jest do dzisiaj, a Duński Związek L’Hombre (Dansk L'Hombre Union) organizuje turnieje i nadzoruje ustalone zasady gry.

Również nie został całkowicie zapomniany w swej ojczyźnie, a na stronie producenta kart Naipes Heraclio Fournier można znaleźć jego zasady zarówno w języku hiszpańskim, jak i angielskim.

Lombr był wpierw wypierany przez opracowany czteroosobowy jego wariant – Quadrille. Następnie na wyspach brytyjskich uległ Wistowi, we Francji Bostonowi (odmiana Wista), w krajach niemieckich początkowo uległ Solo (German Solo – adaptacja Lombra dla niemieckiej talii kart i czterech osób), na koniec pokonał go Skat.

W języku angielskim nazywany jest Ombre. W języku francuskim, niemieckim i duńskim nazywa się go l’Hombre, natomiast w języku polskim Stary Gracz w 1888 roku używa słowa Lombr. W Ameryce Łacińskiej używa się nazwy Rocambor, gdyż tak wcześniej, w Hiszpanii, nazywała się ta gra.

W czasie tych wielu lat popularności gra rozwijała się – dochodziły nowe rodzaje gier, coraz to bardziej zawiłe zasady płatności itp. Nie zawsze wychodziło to grze na dobre, gdyż zasady gry komplikowały się i wtedy utarła się opinia, że Lombr jest grą trudną.

Najlepiej oddaje to cytat zaczerpnięty z publikacji z 1878: „Kilka innych dodatków było od dawna w modzie, ale wydaje mi się, że bez nich gra jest prostsza i znacznie lepsza”.

## Zmiany zasad Lombra w trakcie upływu lat
Wskutek rozwoju Lombra zmieniające się zasady gry możemy podzielić na trzy grupy:

A) Wg Henry Hucks Gibbsa – powrót do prostych zasad.

B) Wg "Das neue Königliche l'Hombre – Auch wie Quadrille, Cinquille, Piquet, etc.", książki, która osiągnęła ponad 18 wydań w okresie ponad 100 lat – zasady z każdym kolejnym wydaniem były rozwijane (komplikowane).

C) Wg Dansk L'Hombre Union – zasady zostały skodyfikowane, są stałe i na ich podstawie organizowane są turnieje. Z Lombra uczyniono grę opartą na rywalizacji, pozbawiając ją aspektu finansowego przez eliminację puli i skomplikowanych płatności po każdej grze. 
Należy wspomnieć, że pomimo tak gwałtownego rozwoju zasad gry i ich komplikacji, pewne elementy nigdy nie ulegały zmianie. Nazwijmy je zasadami elementarnymi.

## Zasady elementarne
1. Kierunek rozdawania kart, dokładania kart do lewy jest przeciwny do ruchu wskazówek zegara, tj. od prawej do lewej.
2. Sposób rozdawania – tylko po trzy karty (3 × 3). Każdy inny sposób rozdania jest nieważny.
3. Rozdającym jest za każdym razem kolejny gracz, przeciwnie do ruchu wskazówek zegara. Potasowaną talię kart przekłada gracz z lewej strony rozdającego.
4. Aktywnych za każdym razem jest trzech graczy. Gdy w grze uczestniczy czterech graczy, to rozdający pauzuje, ale uczestniczy w płatnościach (podobnie jest w Skacie).
5. Talia kart składa się z 40 kart. Można dostosować 52 kartową talię poprzez odrzucenie Ósemek, Dziewiątek i Dziesiątek.
6. Starszeństwo blotek w kolorach czerwonych (karo i kier) jest odwrotne do starszeństwa blotek w kolorach czarnych (pik i trefl). As zaliczany jest do blotek – jest Jedynką.
7. Oba czarne Asy są zawsze atutami (wyjątkiem są gry zerowe występujące w grupie C zasad). As pik zwany Spadille jest najwyższym atutem. Trzecim licząc od góry atutem, jest As trefl zwany Basto[5]. Drugim w kolejności najstarszym atutem jest Manille, j. t. najsłabsza blotka w kolorze, tj. Dwójka w czarnych kolorach, Siódemka w czerwonych kolorach. Gdy kolorem atutowym jest kolor czerwony, to atutowy As nazywany Ponto staję się czwartym atutem, licząc od góry.
8. Spadilla, Manilla, Basto zwane są matadorami i mają specjalne przywileje – choć obowiązuje przymus obsługiwania kolorów, to niższy atut nie może zmusić do wyjścia matadora. Niższy matador nie może zmusić do wyjścia wyższego matadora. Wyższy matador zmusza do wyjścia niższego matadora tylko wtedy gdy do lewy zostanie wybity jako pierwszy, a gracz z młodszym matadorem nie ma już karty atutowej do jego obrony.
9. Wartość punktowa karta jest nieistotna. Znaczenie ma tylko ich starszeństwo (ranga, kolejność), gdyż o zwycięstwie decyduje ilość zdobytych lew.
10. Licytację rozpoczyna gracz po prawej ręce rozdającego. Zwycięzca licytacji nazwany Lombrem gra przeciwko dwom przeciwnikom. Do pierwszej lewy, niezależnie od przebiegu licytacji, wychodzi gracz po prawej ręce rozdającego. Przeciwnicy nie mogą się komunikować między sobą[6], każdy z nich liczy zdobyte przez siebie lewy, które są tylko jego własnością. Lombr wygrywa, gdy zdobędzie więcej lew niż którykolwiek z przeciwników. Lewy przeciwników się nie sumują.
11. Lombr może przegrać na dwa sposoby:

- Puesta[7] – gdy którykolwiek przeciwnik zdobędzie tyle samo lew co Lombr.
- Codillo[8] (Lombr dostaje Codillo) – gdy którykolwiek z przeciwników dostanie więcej lew niż Lombr. W przypadku gdy Lombr otrzyma tylko jedną lewę, ale u przeciwników lewy rozłożą się równo, tj. 4 - 4, to Lombr przegrywa tylko Puestą (nazywane jest to: Royal Puesta).

## Zasady gry wg Henry Hucks Gibbsa
Zasad grupy B, ze względu na ich komplikacje, nie będę opisywał. Grupie C poświęcę rozdział na końcu. Teraz skupię się na zasadach podanych przez Henry Hucks Gibbsa.

### Porządek kart
Kolor nieatutowy.

Czarny kolor (pik i trefl): Król, Dama, Walet, Siódemka, Szóstka, Piątka, Czwórka, Trójka, Dwójka.

Czerwony kolor (karo i kier): Król, Dama, Walet, As, Dwójka, Trójka, Czwórka, Piątka, Szóstka, Siódemka.

Kolor atutowy.

Czarny kolor (pik i trefl): S, Dwójka, B, Król, Dama, Walet, Siódemka, Szóstka, Piątka, Czwórka, Trójka.

Czerwony kolor (karo i kier): S, Siódemka, B, P, Król, Dama, Walet, Dwójka, Trójka, Czwórka, Piątka, Szóstka.

Gdzie:

S – Spadilla, czyli As pik, B – Basto, czyli As trefl, P – Ponto, czyli As atutowy.

W czarnych kolorach jest 11 atutów, a w czerwonych jest 12 atutów.

### Rozdawanie kart
Do pierwszej gry rozdającego wybiera się przez losowanie. W starych książkach można znaleźć taki sposób wyznaczania rozdającego: "Gdy jest jedna dama i dwóch dżentelmenów to karty do pierwszej gry rozdaje dama, a gdy jest jeden dżentelmen i dwie damy to wtedy rozdającym jest dżentelmen". Lombr w okresie swej świetności był popularny również wśród pań, co znajduje potwierdzenie w licznych dziełach literackich z tamtego okresu.

W kolejnych rozdaniach rozdającym jest kolejny gracz, licząc przeciwnie do ruchu wskazówek zegara.

Każdy gracz otrzymuje po 9 kart, pozostałe 13 kart kładzie się zakryte na środku stołu. Jest to tzw. Talon. Karty rozdaje się przeciwnie do ruchu wskazówek zegara w trzech turach po trzy karty, pozostałość jest Talonem.

W aktualnym rozdaniu gracz po prawej ręce rozdającego jest graczem najstarszym (Przodek), gracz po lewej ręce rozdającego jest młodszym (Środkiem), a rozdający jest najmłodszym (Zadkiem).
 
W przypadku czterech graczy – rozdający pauzuje, młodszym jest gracz naprzeciw rozdającego, a najmłodszym gracz po lewej ręce rozdającego.

### Licytacja
Najstarszy gracz (Przodek) zawsze rozpoczyna licytację, a po jej zakończeniu, niezależnie od tego, kto licytację wygrał, zawsze wychodzi do pierwszej lewy. Podczas licytacji, w przypadku zgłoszenia tej samej gry zwycięzcą licytacji jest gracz starszy.

W licytacji używa się tylko słów: Pas, Gram, Lepiej, Moja gra.

Nie ujawnia się rodzaju gry.

W grupie A (Henry H. Gibbs) mamy trzy rodzaje gier:

1. Prosta zwana też Pozwolenie – najniższa rangą.
2. Voltereta zwana też z francuska Tourné[10].
3. Solo zwana z francuska Sans prendre[11] – najwyższa rangą.

Kto raz spasował, nie może powtórnie wejść do licytacji.

Licytacja może przebiegać następująco (P – przodek, Ś – środek, Z – zadek):

P. – Pas.

Ś. – Gram.

Z. – Lepiej.	(oznacza to, że gracz zamierza grać Volteretę lub Solo)

Ś. – Pas.

Zwycięzcą licytacji jest najmłodszy gracz, tj. Zadek.

Może być też tak:

P. – Pas.

Ś. – Gram.

Z. –Lepiej.

Ś. – Moja gra.	(oznacza to, że Środek, a więc starszy, też chce grać grę wyższą – Volteretę).

Teraz albo Zadek będzie rozgrywał Solo i powie: Lepiej, albo powie Pas.

Podsumowując: 

Starszy gracz w licytacji ma decydujące słowo, gracz młodszy, gdy chce próbować go przelicytować, musi zgłosić grę o wyższej randze i czekać na decyzję starszego.

Po trzech pasach następuje nowe rozdanie. Rozdającym jest kolejny gracz.

W strategii gry zaleca się pasować niż forsować grę ze słabymi kartami w ręce.

Być może unieważnianie rozdań z powodu trzech pasów było impulsem do wymyślania coraz to nowych rodzajów gier, co ostatecznie nie wyszło Lombrowi na dobre.

Należy nadmienić, że rozdania, w których występują trzy pasy, nie są znów takie częste.

### Rodzaje gier
1. Gra Prosta (Pozwolenie). Rozgrywający ogłasza kolor atutowy. Odrzuca[12] ze swojej ręki karty, które uznaje za zbędne i z Talonu dobiera tę samą ilość kart (z góry Talonu, po kolei). Po wykonaniu tej czynności odrzucenia dokonuje gracz z prawej ręki rozgrywającego. Gdy jakieś karty w Talonie jeszcze pozostały odrzucenia dokonuje ostatni gracz. Nie istnieje przymus wymiany kart. Do pierwszej lewy wychodzi najstarszy gracz – Przodek.
2. Voltereta (Tourné). Rozgrywający odkrywa górną kartę Talonu. Kolor tej karty wyznacza kolor atutowy. Rozgrywający odrzuca z ręki zbędne karty – musi odrzucić minimum jedną kartę, aby pobrać kartę odkrytą. Reszta jak w pkt. 1.
3. Solo (Sans prendre). Zwycięzca licytacji ma tak dobre karty, że nie dobiera kart z Talonu. Ogłasza Solo i  kolor atutowy. Następnie odrzuceń dokonują pozostali gracze.

Jeżeli w grzej Prostej, gracz nie zapowie koloru atutowego, ale spojrzy na pobrane z Talonu karty i w tym momencie jeden z przeciwników ogłosi kolor atutowy wg własnego uznania, to ten kolor jest atutem. Jedyne co pozostaje rozgrywającemu to pobrać ze swych odrzuconych kart te, które stały się teraz atutami i w ich miejsce odrzucić inne. Gdy dwóch przeciwników ogłosi w tym samym momencie kolory atutowe, to obowiązującym jest kolor gracza po prawej stronie rozgrywającego.

### Obsługiwanie kolorów
W Lombrze jest obowiązek obsługiwania koloru (podążanie za kolorem). Nie ma obowiązku przebijania kartą wyższą lub atutem. Jeżeli gracz nie ma karty w wybitym kolorze może dorzucić dowolną kartę. Szczególny status matadorów omówiono powyżej (pkt. 7 i 8 zasad elementarnych).

### Rodzaje wygranych
1. Rozgrywający wygrywa (Sacada), gdy weźmie więcej lew niż którykolwiek z przeciwników. Przykładowy rozkład lew: 5-3-1, 4-3-2. Zasadą jest, że nie rozgrywa się rozdania do końca, gdy już wiadomo, kto wygrał.
2. Gdy Lombr zdobywa tyle samo lew co przeciwnik, ale nie mniej, przegrywa – jest to tzw. Puesta. Wystąpi to przy rozkładzie lew 4-4-1 oraz 3-3-3.
3. Gdy Lombr weźmie mniej lew niż jeden z jego przeciwników (np. 4-5-0, 3-4-2 itp.) przegrywa, dostając Codillo.

Uwaga: gdy Lombr zdobędzie tylko jedną lewę, a u przeciwników lewy rozłożą 4-4, to Lombr przegrywa tylko Puestą (zwana wtedy Royal Puesta).

### Płatności
W grupie A i B do rozliczeń stosowano pulę, natomiast w grupie C stosuje się rozliczenie punktowe.

Płatności wg Henry H. Gibbs'a.

Na początku gry pula jest pusta.

Po każdym rozdaniu kart rozdający wkłada do puli 5 żetonów.

Gdy rozgrywający wygra (Sacada), bierze zawartość puli i dodatkowo od każdego gracza w przypadku:

1. Gry Prostej – po 5 żetonów.
2. Volterety – dodatkowo 2 żetony, czyli po 7 żetonów.
3. Solo – dodatkowo 8 żetonów, czyli po 13 żetonów.

Gdy rozgrywający przegra Puestą to do puli wpłaca jej zawartość oraz dodatkowo żetony za grę licząc każdego gracza jak wyżej (w tym siebie).

Gdy rozgrywający dostanie Codillo, koszt przegranej jest taki sam jak w Puesta, ale nie wpłaca go do puli, lecz wręcza graczowi, który dał mu Codillo.

W przypadku kilku Puest po kolei wartość puli znacznie rośnie – można się tu dopatrzyć elementu hazardu, dlatego sposób rozrachunku stosowany przez Dansk l'Hombre Union wydaje się lepszym.

### Premie
Można wprowadzić premie – dodatkowe opłaty.
1. Za posiadanie (lub brak) matadorów. Rozgrywający, gdy ma trzy matadory na ręce, otrzymuje od każdego gracza po 3 żetony premii. W przypadku przegranej płaci po 3 żetony każdemu graczowi z pominięciem puli. Gdy rozgrywający ma trzy matadory i następne kolejne atuty w nieprzerwanym szeregu, to za każdy taki atut (zwany fałszywym matadorem) liczy sobie po 1 żetonie premii od każdego. Np. gdy trefl jest atutem i ma na ręce: Spadilla, Manilla, Basto, Król trefl, Siódemka trefl to gra z czterema (bo brakuje Damy trefl) i zażąda (lub zapłaci w przypadku przegranej) na koniec gry po 4 żetony od każdego gracza. Teoretycznie można grać maksymalnie z dziewięcioma, bo tyle jest kart w ręce. Również przyznaje się premię za brak matadorów. Gdy rozgrywający nie posiada trzech matadorów, to liczy sobie 3 żetony premii od każdego gracza w przypadku wygranej lub płaci tyle samo w przypadku przegranej. Ten przypadek spotykany jest rzadko, gdyż trudniej wygrać rozdanie bez trzech matadorów (a tym bardziej bez czterech, pięciu itd.)[13].
2. Za pierwsze pięć lew (Primeras). Kto weźmie pierwsze pięć lew, otrzymuje 1 żeton premii od każdego gracza.

### Volat
Volat oznacza wzięcie wszystkich dziewięciu lew. Volat można zapowiedzieć w licytacji, wtedy przebija się wszystkie pozostałe gry. Jest to bardzo rzadki przypadek.

Za Volat przysługuje 30 żetonów zamiast 5 żetonów od każdego.

Uwaga. Jeżeli rozgrywający wziął pierwsze pięć lew (zrobił Primeras i wygrał grę) i mimo to wychodzi do lewy szóstej, oznacza to, że ogłosił Volat i nie może tego już wycofać, musi grać do końca. W przypadku porażki (nazywa się to zablokowaniem Volatu) płaci każdemu graczowi po 30 żetonów, ale zachowuje wynagrodzenie za to, co już wygrał.

### Favor
Z wszystkich dodatków, które przyczyniły się do komplikacji zasad gry, jak wspomniano wcześniej, jeden dodatek wg H. H. Gibbsa jest godny uwagi – Favor zwany z francuska Preference.

Mianowicie przed rozpoczęciem pierwszego rozdania ustala się (na podstawie porozumienia lub przez losowanie), który kolor będzie preferowany (np. wg Dansk L'Hombre Union jest to pik). Wtedy ranga gry Prostej w kolorze preferowanym jest wyższa niż ranga gry Prostej w kolorze niepreferowanym. 

Kolejność rodzajów gier jest teraz następująca:
1. Gra Prosta.
2. Gra Prosta Favor.
3. Voltereta.
4. Solo.
5. Solo Favor.
6. Solo Volat.

Jeśli rozgrywający wygra, otrzymuje, a jeśli przegra płaci dwukrotność tego, co płaci się w zwykłych kolorach t. j. 10 żetonów od każdego gracza zamiast 5 itd..

## Zasady gry wg Dansk L'Hombre Union
Wg Dansk L'Hombre Union jest to ogólnokrajowa organizacja, w której zrzeszone są kluby z całej Danii. Organizacja ta przyczynia się do rozpowszechniania i poznawania gry karcianej l'Hombre. Związek wspiera i kieruje tworzeniem nowych klubów, ustala zasady gry i organizuje turniej o mistrzostwo Danii.
Poniżej celowo używam duńskich terminów, gdyż łatwiej będzie rozgrywać partie Lombra on-line na serwerze https://www.netlhombre.dk/.

### Gry zerowe
Rodzaje gier zostały powiększone o gry zerowe (po duńsku – nolo), tzn. o gry, w których rozgrywający, aby wygrać, nie może wziąć żadnej lewy. W tych grach nie ma atutów – czarne Asy to Jedynki, najmłodsze karty w swych kolorach. Prawo odrzucenia przysługuje tylko rozgrywającemu, przeciwnicy nie mogą odrzucać swych kart.

Porządek kart w grach nolo:

Czarny kolor (pik i trefl): Król, Dama, Walet, Siódemka, Szóstka, Piątka, Czwórka, Trójka, Dwójka, As.

Czerwony kolor (karo i kier): Król, Dama, Walet, As, Dwójka, Trójka, Czwórka, Piątka, Szóstka, Siódemka.

### Favor
Kolorem preferowanym (po duńsku – Bedre, czyli lepszy) jest pik.

### Rodzaje gier
Kolejność (ranga) gier jest następująca (od najniższej):
1. Spil	–		Gra Prosta
2. Bedre spil	–	Gra Prosta Favor
3. Tourné	–		Voltereta
4. Købenolo	–	Gra zerowa z odrzuceniem kart przez rozgrywającego
5. Tourné respect –	Voltereta ze Spadillą i Bastą w ręce (należy je okazać)
6. Solo		–	Solo
7. Solo Spar	–	Solo Favor
8. Ren nolo	–	Gra zerowa bez odrzucania kart (czysta)
9. Nolo ouvert –	Gra zerowa otwarta czysta, przed pierwszym wybiciem rozgrywający kładzie odkryte karty na stole, bez odrzucania kart.

W Bedre spil i Solo Spar atutem jest pik.
Solo Spar i Ren nolo nie mogą się wzajemnie przelicytować (są tej samej rangi).

### Wartości punktowe rodzajów gier
| Znaczenie         | W j. duńskim |
| ----------------- | ------------ |
| Wygrana (Sacada)  | vundet spil  |
| Przegrana Puesta  | bete         |
| Przegrana Codillo | kruk         |
| Volat             | Tout         |

| Rodzaj gry     | vundet spil / bete | kruk |
| -------------- | ------------------ | ---- |
| Spil           | 1                  | 2    |
| Bedre spil     | 1                  | 2    |
| Tourné         | 2                  | 3    |
| Købenolo       | 2                  | 3    |
| Tourné respect | 3                  | 4    |
| Solo           | 3                  | 4    |
| Solo Spar      | 4                  | 5    |
| Ren nolo       | 4                  | 5    |
| Nolo ouvert    | 6                  | 7    |

| Tout | 1 dodatkowy punkt |

W grach zerowych, gdy rozgrywający weźmie jedną lewę, to przegrywa Puestą (bete).

Gdy weźmie dwie lewy lub więcej to dostaje Codillo (kruk).

Nazwy kolorów w języku duńskim:
 
	Kier – Hjerter,		Karo – Ruder,		Pik – Spar,			Trefl – Klør 

Atut to Trumf.

### Licytacja
Licytację rozpoczyna najstarszy gracz (Przodek). Licytuje się nazwami gier. Do gracza starszego należy ostatnie słowo. Trzy pasy to nowe rozdanie. Na turniejach rozgrywa się określona ilość rozdań. Rozdanie z trzema pasami jest liczone, karty wtedy rozdaje następny gracz.

### Przykładowy przebieg gry – punktacja
Trzech graczy siedzi na kierunkach: Południe (S – Syd), Wschód (Ø – Øst) i Zachód (V – Vest).

Rozdającym do pierwszej gry jest S, licytację zaczyna Ø, do pierwszej lewy wychodzi również Ø. W drugim rozdaniu rozdającym będzie Ø, licytację rozpocznie V, do pierwszej lewy wyjdzie również V itd.

Na początku każdy gracz ma zero punktów (S = 0, Ø = 0; V = 0).

| Lp. | Rodzaj rozegranej gry             | Wynik punktowy gry | Punkty S | Punkty Ø | Punkty V |
| --- | --------------------------------- | ------------------ | -------- | -------- | -------- |
| 1.  | S wygrywa Spil                    | 1 pkt od każdego   | +2       | -1       | -1       |
| 2.  | V przegrywa Spil (kruk)           | 2 pkt każdemu      | +4       | +1       | -5       |
| 3.  | S wygrywa Købe Nolo               | 2 pkt od każdego   | +8       | -1       | -7       |
| 4.  | Ø przegrywa Tourné-Respect (bete) | 3 pkt każdemu      | +11      | -7       | -4       |
| 5.  | V wygrywa Solo Spar i robi Tout   | 4+1 pkt od każdego | +6       | -12      | +6       |

Zakładając, że po piątym rozdaniu zakończono grę, rozliczenie będzie następujące:

Ø przegrał 12 pkt, kładzie więc 12 pkt. na stole.

S wygrał 6 pkt, więc z 12 pkt. leżących na stole bierze sześć.

V również wygrał 6 pkt., więc zabiera pozostałe punkty, tj.6 pkt., ze stołu.

Jeżeli przed rozpoczęciem gry ustalono stawkę 10 groszy za 1 pkt, to wyżej wymienione punkty mnożymy przez 10 groszy.